# District de Karimganj
Le district de Karimganj (bengali : করিমগঞ্জ জেলা) est un des districts de l’État d’Assam en Inde.

## Géographie
Le chef-lieu du district est la ville de Karimganj.
Le district s’étend sur une superficie de 1 809 km2 et compte une population de 1 228 686 habitants en 2011.